# Nesher Ramla Homo
Nesher Ramla Homo é um tipo do gênero Homo extinto descoberto em Israel e viveu no final do Pleistoceno Médio (entre 474 e 130 mil anos atrás).  O tipo Nesher Ramla Homo foi um ancestral tanto dos Neandertais na Europa quanto das populações de Homo arcaicos da Ásia. Nesher Ramla era muito diferente dos humanos modernos - exibindo uma estrutura de crânio completamente diferente, sem queixo e dentes muito grandes.